# Christoffer Sundgren
Christoffer Sundgren (født 31. juli 1989) er en svensk curlingspiller.
Han repræsenterede Sverige ved vinter-OL 2018 i Pyeongchang, hvor han tog sølv.
Under vinter-OL 2022 i Beijing tog han guld.